# Стационе ди Алкамо Дирамационе (Трапани)
Стационе ди Алкамо Дирамационе је насеље у Италији у округу Трапани, региону Сицилија.
Према процени из 2011. у насељу је живело 5 становника. Насеље се налази на надморској висини од 46 м.